# Лицеум Књажества сербског
Лицеум Књажества сербског био је прва Висока школа у Србији. Основан је Указом кнеза Милоша Обреновића од 1. јула 1838. године у Крагујевцу, граду који је од 1818. до 1841. године био престоница Србије. Оснивање Лицеума представља врхунац у кнежевим настојањима да Србија добије школу на којој би се стицала највиша знања и спремали државни чиновници и судије. Оснивање ове просветне установе дало је вишеструки подстицај бржем и свестранијем развоју српског друштва у целини. Када је 1841. године престоница пресељена у Београд пресељен је и Лицеум, поставши Београдски Лицеј. Сталним напредовањем и јачањем Лицеј ће 1863. године прерасти у Велику школу, из које ће 1905. године израсти Београдски универзитет.
Оснивање Лицеја има велику и посебну улогу у целокупном просветном развоју Србије, јер је његовим оснивањем, у време када је процес изградње српске државе започео, постављен камен темељац препороду српског народа.

## Етимологија
Реч „Лицеум”, односно „Лицеј” настала је од грчке речи Λύκειον (Lýkeion; лат. Lyceum), што је у Атини био назив за гимназију са вртовима, у којој су предавали филозофију Аристотел и перипатетици. Названа је по оближњем гају који је био посвећен Аполону Ликејском.

## Историја

### Предисторија
Почеци више наставе у Србији датирају из времена Првог српског устанка. Устаничка Велика школа основана је у Београду крајем лета 1808. године, али није била дугог века. Постојала је само пет година, до 1813.
Године 1833. основана је Прва крагујевачка гимназија, као прва гимназија у Кнежевини Србији. Међутим, услови рада гимназије били су тешки. Без засебне зграде и стручног кадра, без намештаја и основних учила, за осам година постојања није могла да испуни основни задатак који је пред њу постављен – да одшколује способне младиће за државну службу. Због тога се јавила потреба за оснивањем Лицеја, односно више школе која треба да припреми образовање стручњака за разне гране државне управе, да шири просвету и да ради на подизању научних и књижевних посленика. Разлоге за оснивање Лицеја требало би тражити, пре свега, у потреби Србије тог доба да донесе велики број закона, за шта су јој били потребни правнички образовани људи, а за ефикасно функционисање државе било је неопходно да они буду школовани у самој земљи, а не да долазе са стране. До тог доба, идеје образовања у Србију су доносили углавном Срби из Аустрије, као што су и законе писали први професори на високим школама.
| Текст кнежевог писма о оснивању Лицеја: |
| Нашему попечитељу Просвештенија, Верховному Надзиратељу Карантину и Генерал Мајору, каваљеру Стефану Стефановићу, Имајући у намеренију Гимназију Нашу на степен Лицеума возвисити, а к достиженију ове цели потребно ће бити једно способно лице, које ће најстарији Професор, а у исто време и Директор Лицеума бити, препоручујем вам, да се постарате час пре набавити таковог човека, да би што пређе жељено намереније Наше у дејство произвести могли. И будући ће при Лицеуму потребан бити и један Иниџинира најћи, како ће и он једно време с прочим Професорима у званије Професорско ступити моћи. С благоволенијем јесмо Вам ВН: 1851 19. јунија 1838 У Крагујевцу благонаклони Милош Обреновић Књаз Србскиј |

### Оснивање Лицеума
Потребу да се оснивају школе за високо образовање први су схватили Вук Караџић и Јован Хаџић, па су то и саветовали кнезу Милошу, који је покренуо иницијативу за оснивање прве високе школе у Србији. Међу малобројном сачуваном архивском грађом о Лицеуму налази се документ од 19. јуна 1838. године, у ком кнез обавештава тадашњег министра просвете Стефана Стефановића Тенку да ће у Крагујевцу основати Лицеј, и да се он постара да пронађе професора и директора Лицеја и једног инжењера. У време кад је у Србији сазрела идеја о оснивању Лицеја Крагујевац је, као престоница Србије, ван значајних путева, али лако приступачан, са национално уједначеним становништвом које се доселило у нову престоницу, био је као створен за ову улогу коју му је кнез Милош Обреновић наменио. У Крагујевцу су се тада налазила највиша надлештва земље: административна, судска, војна, духовна, културна и просветна. Било је изграђено много нових зграда и кнежев двор, а за потребе администрације доведен велики број људи са стране.
Указом од 1. јула 1838. Кнез Милош Обреновић је године основао Лицеум Књажества сербског и продужио гимназијско школовање са четири на шест година. Министарство просвете предложило је наставни план и кнез Милош га је одобрио 18. спетембра 1838. године, чиме су почела предавања у Лицеуму.
Лицеум је првобитно смештен у „здање на Лепеници, које је варошки шпитаљ (болница) био”, а од августа 1839. године премештен је у нову зграду, Господар-Јевремов или Гостински конак (старо Окружно начелство).
Предмети који су се изучавали у Лицеју били су по обиму и садржају шири од оних који су се изучавали у Гимназији. Они су и даље задржавали општеобразовни карактер. Није било усмерења. Редовна настава отпочела је 1. октобра 1838. године. За прве наставнике били су одређени Петар Радовановић, професор Крагујевачке гимназије и Атанасије Теодоровић, професор гимназије у Крагујевцу.
За првог ректора изабран је Атанасије Николић, који је такође био и предавач и који је дао значајан допринос у конституисању Лицеума у првим годинама. Атанасије Николић је био један од најсвестранијих људи у Србији у 19. веку. Осим што је био први ректор,  био је и геометар, професор и инжењер, аутор уџбеника, просветитељ и утемељивач школске славе Свети Сава, урбаниста, управник имања и уредник популарних Земљорадничких новина, аутор драма, управник позоришта и глумац, шеф полиције, специјални изасланик и начелник министарства, артиљерац и ливац топова.
Наставнички кадар Лицеја постепено се попуњавао и стабилизовао. У Лицеју су, поред поменуте двојице професора предавали још Исидор Стојановић, Коста Бранковић, Димитрије Исаиловић, Антоније Арнот Арновљев и други. Гимназија и Лицеј пресељени су у нове зграде „Гостинског” или „Господар Јевремовог” конака. Када је при Лицеуму 1840. основано и правно одељење, за ректора је постављен Исидор Стојановић, а лицеј је добио још два професора: Игњата Станимировића за статистику и Јована Стерију Поповића за природно право.
Прва генерација лицејаца, њих 16, били су подељени у прво и друго филозофско одељење и како није било уџбеника, учили су из бележака „онако како су им професори, странци и по рођењу и по школовању диктирали”, а морали су их, пуне словеносрпских речи, учити напамет. Већ друге године у Лицеум се уписало 30 ученика, а 6 наставника предавало је 8 предмета. Треће године отворена су два одељења права, када се уводи као предмет природно право и статистика.
За три године рада, од 1838. до 1841. године, на Лицеуму Књажества сербског школовало се 89 ђака. Претежно су то били свршени ђаци Гимназије и Војне школе. Била су то махом деца кнежевих чиновника, трговаца, мање сељака. Један од најпознатијих свршених ђака Лицеума био је Димитрије Матић. Рођен је у Руми, а у Крагујевац долази на школовање. Лицеум завршава 1841. и након тога школовање наставља у Лајпцигу, где студира права и докторира филозофију. Био је српски политичар и преводилац, министар просвете, министар правде, заступник министра иностраних дела, председник Друштва српске словесности, члан Државног савета, члан Касационог суда, професор Лицеја, председник Скупштине.

### Пресељење у Београд
Када je престоница 1841. године премештена у Београд, са њом одлази и Лицеум. Београдски Лицеј смештен је у Конак кнегиње Љубице, где се налазио до 1863. када се сели у Капетан-Мишино здање и прераста у Велику школу.

## Наставни предмети у Лицеуму
Министарство просвете наредило је да се прве године у новооснованом Лицеуму предају ови предмети:
- филозофија
- „oпшта” историја
- „чиста” математика
- статистика
- немачки језик
- цртање

Када је у јесен 1839. године отворена и друга класа филозофије уведени су нови предмети:
- физика
- „практична” геометрија
- француски језик

Године 1840. отворено је и правословно одељење Лицеја. Тадашњи министар просвете Стефан Радичевић поднео je 1. августа предлог Совету да се за ученике који су завршили филозофију оснује нова класа на којој би се изучавале правне науке. Захтев министра просвете je био оправдан jep je у то доба била повећана потреба за образованим кадром, због ширења државне администрације, па је предлог прихаћен на седници Совета одржаној 3. септембра 1840. године, када је донета одлука о оснивању правне класе.

### Студије права на Лицеуму — правословно одељење
На конкурс за професора права пријавила су се три кандидата, од којих je један био Јован Стерија Поповић, адвокат у Вршцу. Већ тада он je био познати писац, а у пријави je навео да je завршио филозофију, као и манарска права. Kao најбољег кандидата, начелник Министарства просвете je обавестио га је да je примљен за професора права на Лицеуму и замолио га да, ако je икако могуће, пређе у Крагујевац до 15. септембра. Стерија je у Крагујевац дошао почетком новембра 1840. године. За привременог професора правних наука на Лицеуму у Крагујевцу постављен је Указом од 16. новембра 1840. године. Већ од 30. новембра 1840. године, Министарство je издало декрет o именовању и пошто је истог дана положио прописану заклетву, Јован Стерија Поповић је постао први професор права на Лицеуму у Крагујевцу. Предавао је предмет под називом „Правна природа и државословни наук”.
У почетку свога рада Правно одељење имало је само два професора, Јована Стерију Поповића и Игњата Станимировића. Наставним планом студија права на Лицеуму били су предвиђени следећи предмети:
Прва година
- Право природно
- Француски језик
- Статистика целог света
- Немачки језик

Друга година
- Државно право
- Полицијско-економске науке
- Кривично право
- Право камбиално
- Француски језик
- Немачки језик

Ово није био коначан списак предмета који су ce могли изучавати. Завршни годишњи испит одржан је крајем јуна 1841. године. Правословне науке успешно је завршило десет студената, чиме су добили звање правослова (правника). Била је то прва генерација правника у Крагујевцу и Србији.

## Сећање на Лицеум
Данашњи Универзитет у Крагујевцу основан је 1976. На прослави јубилеја 35 година од оснивања, 2011. године, у кругу Универзитета откривен је споменик Атанасију Николићу, првом ректору Лицеума, прве високе школе у Србији.